# 1 września
1 września jest 244. (w latach przestępnych 245.) dniem w kalendarzu gregoriańskim. Do końca roku pozostaje 121 dni.

## Święta
- Imieniny obchodzą: Amon, Anna, August, Beatrycze, Bronisław, Bronisława, Donat, Dzierżysław, Egidia, Feliks, Gedeon, Idzi, Melecjusz, Michał, Miłodziad, Ruta, Sator, Satora, Sykstus, Werena, Witalis
- Erytrea – Początek Zbrojnego Powstania
- Libia – Święto Rewolucji
- Białoruś, Ukraina, Rosja – Święto Wiedzy, początek roku akademickiego
- Polska
  - Święto Wojsk Obrony Przeciwlotniczej[1]
  - Dzień Weterana Walk o Niepodległość Rzeczypospolitej Polskiej
  - Dzień Służby Informacji Powietrznej
- Singapur – Dzień Nauczyciela
- Słowacja – Święto Konstytucji
- Uzbekistan – Święto Niepodległości
- Wspomnienia i święta w Kościele katolickim[2][3] obchodzą:
  - bł. Bronisława (dziewica i mniszka)
  - bł. Isabel Cristina Mrad Campos (męczennica)
  - św. Idzi (opat)
  - św. Jozue (postać biblijna)
  - św. Niward z Reims (biskup)
  - św. Werena z Zurzach (dziewica)

## Wydarzenia w Polsce

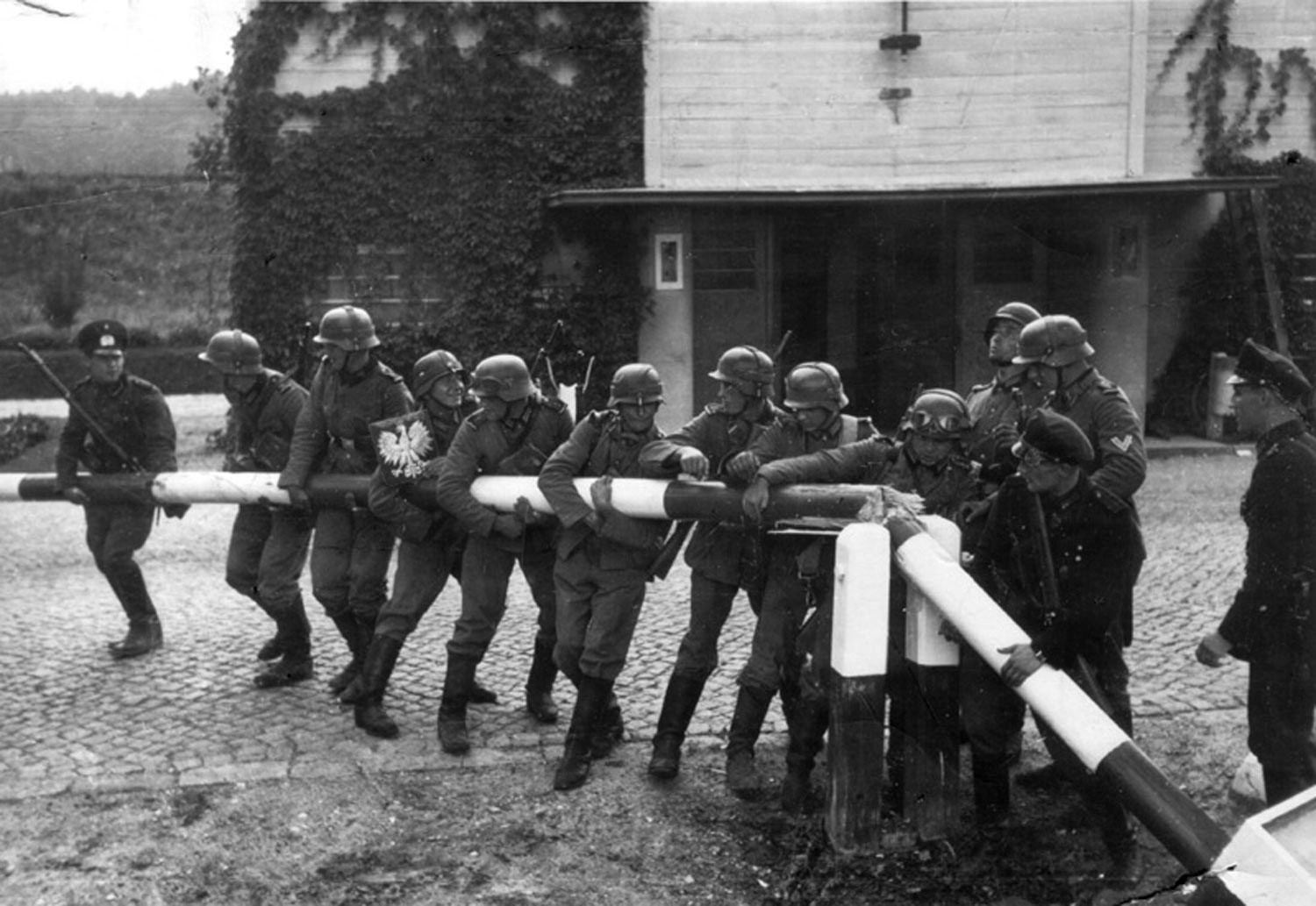
Niemcy przełamują szlaban na przejściu granicznym między II RP a WMG w Kolibkach – propagandowe zdjęcie pozowane

- 1015 – Miażdżące zwycięstwo wojsk polskich pod wodzą księcia Bolesława Chrobrego nad niemieckimi w bitwie pod Budziszynem w czasie wyprawy cesarza Henryka II Świętego na Polskę.
- 1291 – Król Czech Wacław II wydał w Litomyślu przywilej dla Małopolski, gwarantujący urzędy dla miejscowych, żołd dla rycerzy i nienakładanie nowych podatków.
- 1306 – Po zamordowaniu 4 sierpnia tego roku w Ołomuńcu przygotowującego się do zbrojnej interwencji w Polsce ostatniego Przemyślidy na tronie czeskim Wacława III, które spowodowało osłabienie wpływów czeskich, w Krakowie odbył się wielki wiec z udziałem rycerstwa Małopolski, Wielkopolski i ziemi sieradzkiej, na którym ogłoszono księciem Polski Władysława Łokietka.
- 1364 – Papież Urban V wydał bullę powołującą do życia Akademię Krakowską.
- 1431 – W Czartorysku pod Łuckiem został zawarty rozejm pomiędzy wielkim księciem litewskim Świdrygiełłą a królem Władysławem II Jagiełłą.
- 1432 – Zygmunt Kiejstutowicz został wielkim księciem litewskim w miejsce obalonego Świdrygiełły.
- 1435 – Wojna polsko-krzyżacka (1431–1435): w bitwie pod Wiłkomierzem nad rzeką Świętą wojska polsko-litewskie pokonały armię Świdrygiełły i posiłkujących go krzyżaków inflanckich.
- 1461 – Wojna trzynastoletnia: wyprawa polskiego pospolitego ruszenia zdobyła Debrzno.
- 1621 – Otwarto Kolegium Jezuitów w Starych Szkotach pod Gdańskiem.
- 1636 – Utworzono diecezję smoleńską.
- 1802 – Dominik Drdatzki został prezydentem Krakowa.
- 1837 – We Lwowie założono organizację konspiracyjną Młoda Sarmacja.
- 1846 – Otwarto dwutorową linię kolejową Miłkowice-Bolesławiec-Żary (102,4 km).
- 1880 – Cesarz Austrii Franciszek Józef I przybył do Krakowa.
- 1882 – Ludwik Waryński założył pierwszą polską partię socjalistyczną I Proletariat.
- 1906 – W Warszawie ukazało się pierwsze wydanie czasopisma „Myśl Niepodległa”.
- 1915 – I wojna światowa: utworzono Generalne Gubernatorstwo Wojskowe w Polsce, austro-węgierską administrację okupacyjną w Królestwie Polskim (Kongresowym), działająca do 3 listopada 1918 roku.
- 1918 – Założono Gimnazjum im. Stefana Batorego w Warszawie.
- 1919:
  - Podpisano polsko-ukraińskie zawieszenie broni na froncie galicyjsko-wołyńskim.
  - Polska ratyfikowała Traktat wersalski.
- 1920 – Wojska litewskie napadły na Suwałki, Sejny i Augustów – początek polsko-litewskiej wojny granicznej.
- 1930 – Polska ratyfikowała Konwencję w sprawie niewolnictwa.
- 1932 – Wszedł w życie nowy Kodeks karny.
- 1934 – Michał Offierski na szybowcu SG-21 Lwów ustanowił rekordy Polski: w przewyższeniu wynoszący 2100 m i odległości przelotu wynoszący 210 km.
- 1939:
  - Wojska niemieckie i słowackie napadły o świcie bez wypowiedzenia wojny na Polskę, rozpoczynając kampanię wrześniową II wojny światowej; prezydent Ignacy Mościcki wprowadził stan wojenny na terytorium całego kraju.
  - W Olsztynie uruchomiono komunikację trolejbusową.
- 1943 – W nocy z 31 sierpnia na 1 września Zgrupowanie nr 2 ppor. cc. Waldemara Szwieca „Robota” ze Zgrupowań Partyzanckich AK „Ponurego” opanowało na kilka godzin Końskie bez strat własnych, likwidując agentów Gestapo w mieście i zdobywając zaopatrzenie oraz amunicję.
- 1944 – 32. dzień powstania warszawskiego: zakończenie ewakuacji żołnierzy i części ludności cywilnej Starówki do Śródmieścia.
- 1945 – W Stargardzie otwarto pierwsze po wojnie na Pomorzu liceum ogólnokształcące.
- 1957 – Henryk Kowalski wygrał 14. Tour de Pologne.
- 1958:
  - Premiera filmu wojennego Wolne miasto w reżyserii Stanisława Różewicza.
  - W wyniku wybuchu w KWK „Nowa Ruda” zginęło 14 górników.
- 1964 – Utworzono Instytut Warzywnictwa im. Emila Chroboczka w Skierniewicach.
- 1967:
  - Odsłonięto Pomnik Powstańców Śląskich w Katowicach.
  - Premiera filmu wojennego Westerplatte w reżyserii Stanisława Różewicza.
- 1970 – Założono Wyższą Szkołę Wychowania Fizycznego w Katowicach.
- 1971 – Premiera filmu psychologicznego Jeszcze słychać śpiew. I rżenie koni... w reżyserii Mieczysława Waśkowskiego.
- 1975 – W katastrofie kolejowej pod Chorzewem koło Pajęczna zginęło 6 osób, 19 zostało rannych.
- 1979:
  - Premiera filmu historycznego Sekret Enigmy w reżyserii Romana Wionczka.
  - Utworzono Konfederację Polski Niepodległej.
- 1980 – W katastrofie w KWK „Halemba” w Rudzie Śląskiej zginęło 8 górników.
- 1984:
  - Premiera filmu wojennego Katastrofa w Gibraltarze w reżyserii Bohdana Poręby.
  - Założono Planetarium i Obserwatorium Astronomiczne w Łodzi.
- 1986 – Powstał Zespół Szkół Muzycznych w Gdańsku-Wrzeszczu.
- 1989 – Powołano Kancelarię Senatu RP.
- 1990 – Sformowano Żandarmerię Wojskową.
- 1992:
  - Zabójstwo małżeństwa Jaroszewiczów.
  - Zaginął bez śladu dziennikarz śledczy „Gazety Poznańskiej“ Jarosław Ziętara.
- 1994 – Na dworcu PKS w Krakowie został pozostawiony nieuzbrojony ładunek wybuchowy. Terrorysta, nazywający siebie „Gumisiem” zażądał 500 tysięcy marek niemieckich okupu, grożąc podłożeniem ładunków bez ostrzeżenia.
- 1996 – Rozpoczął działalność ośrodek TVP w Białymstoku.
- 1998 – Wszedł w życie nowy Kodeks karny.
- 1999:
  - Weszła w życie reforma systemu oświaty.
  - Założono Uniwersytet Warmińsko-Mazurski w Olsztynie.
- 2001:
  - Na Stadionie Śląskim w Chorzowie polscy piłkarze pokonali Norwegię 3:0 i awansowali do turnieju finałowego Mistrzostw Świata 2002.
  - Założono Akademię Sztuk Pięknych w Katowicach, Uniwersytet Rzeszowski i Uniwersytet Zielonogórski.
- 2004:
  - Polska została członkiem europejskiej organizacji ds. bezpieczeństwa żeglugi powietrznej Eurocontrol.
  - Wystartowała TV Biznes.
- 2005 – Założono Uniwersytet Kazimierza Wielkiego w Bydgoszczy.
- 2007 – Podczas pokazów lotniczych Radom Air Show zderzyły się w powietrzu dwa samoloty typu Zlin 526 Grupy Akrobacyjnej AZL Żelazny, w wyniku czego śmierć na miejscu ponieśli piloci Lech Marchelewski i Piotr Banachowicz.
- 2009 – Poczta Polska w wyniku komercjalizacji została przekształcona w spółkę akcyjną.
- 2011 – Powstało Narodowe Centrum Badań Jądrowych w Otwocku-Świerku.
- 2013 – Wystartował kanał telewizyjny TVP Regionalna.

## Wydarzenia na świecie
- 5509 p.n.e. – Postulowana data początkowa ery bizantyńskiej.
- 1181 – Ubaldo de Lucca został wybrany na papieża i przyjął imię Lucjusz III.
- 1271 – Teobaldo Visconti został wybrany na papieża i przyjął imię Grzegorz X.
- 1339 – Jan I Dziecię został księciem Dolnej Bawarii.
- 1449 – Cesarz Chin Zhu Qizhen został pokonany i wzięty do niewoli w bitwie pod Tumu przez Ojratów pod wodzą Esena. Kres militarnej przewagi dynastii Ming nad koczownikami.
- 1524 – Podpisano tzw. recesy z Malmö, co oficjalnie zakończyło szwedzką wojnę o niepodległość.
- 1559 – Giorolamo Priuli został dożą Wenecji.
- 1580 – I wojna polsko-rosyjska: wojska polsko-węgierskie rozpoczęły oblężenie Wielkich Łuk.
- 1581 – Rosyjski ataman kozacki Jermak Timofiejewicz wyruszył na podbój Syberii na czele oddziału ok. 700-800 Kozaków i najemników.
- 1612 – II wojna polsko-rosyjska: nierozstrzygnięta I bitwa pod Moskwą pomiędzy wojskami polsko-litewskimi pod dowództwem hetmana wielkiego litewskiego Jana Karola Chodkiewicza a pospolitym ruszeniem Dmitrija Pożarskiego i Dmitrija Trubieckiego.
- 1643 – Wojna trzydziestoletnia: wojska szwedzkie rozpoczęły nieudane oblężenie czeskiego Brna.
- 1644 – Wojna domowa w Szkocji: zwycięstwo rojalistów nad zwolennikami Covenantu w bitwie pod Tippermuir.
- 1701 – Wojna o sukcesję hiszpańską: klęska wojsk francuskich w bitwie z Austriakami pod Chiari.
- 1707 – Została zawarta ugoda altransztadzka pomiędzy królem Szwecji Karolem XII a cesarzem Józefem I Habsburgiem.
- 1714 – Poświęcono odbudowany po pożarze kościół św. Jakuba Apostoła w Trnawie.
- 1715 – Ludwik XV został królem Francji.
- 1730 – Rozpoczęła się trwająca 5,5 roku erupcja wulkanu Timanfaya na Lanzarote w archipelagu Wysp Kanaryjskich.
- 1734 – Założono miasto Rewda na Uralu.
- 1745 – Odbył się ślub późniejszych cesarza i cesarzowej Rosji Piotra III i Katarzyny II Wielkiej.
- 1774 – Brytyjscy żołnierze opróżnili z prochu strzelniczego oraz innych materiałów wojskowych magazyny znajdujące się w pobliżu Bostonu, co wywołało tzw. „alarm prochowy” wśród amerykańskich patriotów, który był zapowiedzią wojny o niepodległość Stanów Zjednoczonych rozpoczętej w kwietniu następnego roku.
- 1784 – Założono miasto Śnieżne na Ukrainie.
- 1804 – Niemiecki astronom Karl Ludwig Harding odkrył planetoidę (3) Juno.
- 1814 – Wojna brytyjsko-amerykańska: amerykański slup wojenny USS „Wasp” zatopił brytyjski okręt tej samej klasy HMS „Avon”.
- 1829 – Agustín Gamarra został prezydentem Peru.
- 1831:
  - Papież Grzegorz XVI ustanowił Order Świętego Grzegorza Wielkiego.
  - Założono ogród zoologiczny w Dublinie.
- 1838 – Szkoccy emigranci założyli klub piłkarski Saint Andrew’s Buenos Aires.
- 1858 – Flota francuska zaatakowała wietnamski port Đà Nẵng, zdobyła miasto i ustanowiła przyczółek dla późniejszej ekspansji kolonialnej.
- 1862 – Wojna secesyjna: nierozstrzygnięta bitwa pod Chantilly.
- 1864:
  - Rozpoczęła się konferencja w Charlottetown, w trakcie której podjęto wstępne decyzje w celu utworzenia Konfederacji Kanady.
  - Wojna secesyjna: gen. Konfederacji John Bell Hood ewakuował Atlantę po czteromiesięcznym oblężeniu prowadzonym przez gen. Williama Shermana, rozkazując zniszczyć wszystkie budynki publiczne i każdy możliwy wartościowy łup dla wojsk Unii.
- 1870:
  - Cirilo Antonio Rivarola został prezydentem Paragwaju.
  - Wojna francusko-pruska: porażki wojsk francuskich w bitwach pod Sedanem i pod Noiseville.
- 1873 – W San Francisco uruchomiono pierwszą linię tramwaju linowego.
- 1876 – Harry Atkinson został po raz pierwszy premierem Nowej Zelandii.
- 1877:
  - X wojna rosyjsko-turecka: rozpoczęła się bitwa pod Łoweczem.
  - W Pensylwanii został zastrzelony ostatni wapiti kanadyjski z rodziny jeleniowatych.
- 1879 – Założono miasto General Roca w Argentynie.
- 1880 – II wojna brytyjsko-afgańska: zwycięstwo wojsk brytyjskich w bitwie pod Kandaharem.
- 1886 – Założono szwajcarski klub sportowy Grasshoppers Zurych.
- 1891 – Francuski astronom Auguste Charlois odkrył planetoidę (314) Rosalia.
- 1892 – Niemiecki astronom Anton Staus odkrył planetoidę (335) Roberta.
- 1894 – Ponad 400 osób zginęło w pożarze miasta Hinckley w stanie Minnesota.
- 1896 – W szwajcarskiej Lozannie uruchomiono komunikację tramwajową.
- 1897 – W Bostonie uruchomiono pierwsze na kontynencie północnoamerykańskim metro.
- 1900 – Rozpoczęto budowę wąskotorowej linii kolejowej Hajfa-Dara, będącej łącznikiem z linią Kolei Hidżaskiej, która łączyła Damaszek z Medyną.
- 1902 – Premiera francuskiego niemego filmu science fiction Podróż na Księżyc w reżyserii Georges’a Mélièsa.
- 1903 – W Cove Neck w stanie Nowy Jork agent Secret Service udaremnił zamach na prezydenta USA Theodore’a Roosevelta, wytrącając napastnikowi rewolwer z ręki.
- 1905 – Alberta i Saskatchewan przystąpiły do Konfederacji Kanady.
- 1906:
  - Huntington Park w Kalifornii uzyskało prawa miejskie.
  - Rząd rosyjski powołał antyrewolucyjne polowe sądy wojskowe, które skazały ma śmierć ponad 6 tys. osób.
- 1908 – Otwarto wąskotorową Kolej Hidżaską łączącą Damaszek z Medyną.
- 1909 – Baguio na filipińskiej wyspie Luzon uzyskało prawa miejskie.
- 1910:
  - Papież Pius X wprowadził obowiązek składania tzw. Przysięgi antymodernistycznej przez wszystkich księży i biskupów przed uzyskaniem święceń oraz przez nauczycieli religii i profesorów w seminariach duchownych.
  - Założono brazylijski klub piłkarski Corinthians São Paulo.
- 1914:
  - Sankt Petersburg zmienił nazwę na Piotrogród.
  - W ogrodzie zoologicznym w Cincinnati padł ostatni gołąb wędrowny o imieniu Martha.
- 1916 – I wojna światowa: Bułgaria wypowiedziała wojnę Rumunii.
- 1919 – Formalnie została zlikwidowana Litewsko-Białoruska Socjalistyczna Republika Rad.
- 1920 – Francuzi utworzyli Liban, który pozostał pod ich protektoratem do 1943 roku.
- 1923 – Ponad 105 tys. osób zginęło w wyniku trzęsienia ziemi w Tokio i Jokohamie.
- 1925 – Założono Bank Meksyku.
- 1928 – Albania została ogłoszona królestwem. Na jego czele stanął dotychczasowy prezydent Ahmed Zogu jako Zogu I.
- 1932 – Wybuchła wojna kolumbijsko-peruwiańska.
- 1935:
  - Utworzono Litewską Marynarkę Wojenną.
  - W III Rzeszy rozszerzono brzmienie wymierzonego w homoseksualistów paragrafu 175 kodeksu karnego z 1871 roku.
- 1939:
  - W Związku Radzieckim uchwalono ustawę o powszechnym obowiązku służby wojskowej[4].
  - Premiera amerykańskiego filmu Kobiety w reżyserii George’a Cukora.
- 1940 – Powstał 305 Dywizjon Bombowy „Ziemi Wielkopolskiej i Lidzkiej im. Marszałka Józefa Piłsudskiego"
- 1941 – Front wschodni: utworzono Komisariat Rzeszy Ukraina.
- 1942 – Bitwa o Atlantyk: niemiecki okręt podwodny U-756 został zatopiony bombami głębinowymi przez kanadyjską korwetę HMCS „Morden”, w wyniku czego zginęła cała, 43-osobowa załoga.
- 1943 – Wojna na Pacyfiku: japoński okręt podwodny I-182 został zatopiony bombami głębinowymi na Morzu Koralowym przez niszczyciel USS „Wadsworth”, w wyniku czego zginęła cała, 87-osobowa załoga.
- 1944:
  - W Rio de Janeiro odsłonięto pomnik Fryderyka Chopina.
  - W Sztokholmie zaprezentowano samochód osobowy Volvo PV444.
- 1945 – Otwarto Polski Cmentarz Wojenny na Monte Cassino.
- 1946 – 68% Greków opowiedziało się w referendum za restauracją monarchii i powrotem do kraju króla Jerzego II.
- 1947:
  - Specjalny Komitet Narodów Zjednoczonych ds. Palestyny opublikował raport, w którym zalecił zakończenie brytyjskiego mandatu nad Palestyną i utworzenie dwóch państw: żydowskiego i arabskiego.
  - W czołowym zderzeniu dwóch pociągów pasażerskich w Dugald w kanadyjskiej prowincji Manitoba zginęło 31 osób, a 85 zostało rannych.
- 1951 – Podpisano Pakt Bezpieczeństwa Pacyfiku (ANZUS).
- 1958 – Islandia powiększyła swoją strefę wyłącznych połowów z 4 do 12 mil morskich od wybrzeża, co wywołało tzw. I wojnę dorszową z Wielką Brytanią.
- 1961:
  - W katastrofie samolotu Lockheed Constellation linii TWA pod Hinsdale w stanie Illinois zginęło 78 osób.
  - W Belgradzie rozpoczęła się pierwsza konferencja Ruchu Państw Niezaangażowanych (NAM).
  - Wybuchła wojna o niepodległość Erytrei.
  - Została odkryta Kometa Humasona.
  - ZSRR złamał po 3 latach własne moratorium rozpoczynając serię 45 regularnych testów broni atomowej w ciągu 65 dni.
- 1962:
  - 70% mieszkańców Singapuru opowiedziało się w referendum za przystąpieniem do Federacji Malajskiej.
  - W trzęsieniu ziemi w prowincji Kazwin w północnym Iranie zginęło 12 225 osób, a 2776 zostało rannych.
- 1965:
  - Siedziba OPEC została przeniesiona z Genewy do Wiednia.
  - Utworzono Tybetański Region Autonomiczny.
- 1966 – Amerykański inżynier Ralph Baer opracował sposób wyświetlania gier komputerowych na odbiornikach telewizyjnych, na podstawie którego powstała pierwsza na świecie konsola do gier.
- 1968 – Austria, jako pierwszy kraj zachodnioeuropejski, rozpoczęła import gazu ziemnego z ZSRR.
- 1969:
  - W katastrofie należącego do Aerofłotu samolotu Ił-14 lecącego z Anadyru do Egwiekinotu na Czukotce zginęły wszystkie 22 osoby na pokładzie.
  - W Libii doszło do wojskowego zamachu stanu. Muammar al-Kadafi, po obaleniu króla Idrisa I i proklamowaniu Libijskiej Republiki Arabskiej, przejął władzę w kraju.
- 1970:
  - Ōbu w Japonii uzyskało prawa miejskie.
  - W Ammanie został ostrzelany konwój z królem Jordanii Husajnem, co ostatecznie przekonało go do usunięcia z kraju organizacji palestyńskich.
  - Założono niemieckie przedsiębiorstwo transportowe Hapag-Lloyd.
- 1972:
  - Podczas Igrzysk Olimpijskich w Monachium Józef Zapędzki obronił tytuł mistrza olimpijskiego w konkurencji pistoletu szybkostrzelnego.
  - W Reykjavíku zakończył się szachowy „mecz stulecia” o mistrzostwo świata, w którym Amerykanin Bobby Fischer pokonał reprezentanta ZSRR Borisa Spasskiego.
- 1975:
  - W Lipsku w katastrofie należącego do wschodnioniemieckich linii Interflug samolotu Tu-134 zginęło 23 spośród 29 pasażerów oraz 3 stewardesy. Jedna osoba zmarła później z powodu odniesionych obrażeń.
  - Zawarto izraelsko-egipskie porozumienia w sprawie Półwyspu Synaj. Na jego mocy Izrael przeprowadził częściowe wycofanie swoich wojsk na odległość 70 km na wschód od Kanału Sueskiego.
- 1980 – Śmiertelnie chory na raka Terry Fox, po przebiegnięciu w ciągu 143 dni 5300 km, został zmuszony do przerwania swego „Maratonu Nadziei” poprzez Kanadę.
- 1981 – Został obalony prezydent Republiki Środkowoafrykańskiej David Dacko. Władzę w kraju przejął André Kolingba.
- 1982 – Prezydent USA Ronald Reagan przedstawił własny plan zakończenia konfliktu izraelsko-palestyńskiego.
- 1983 – Zimna wojna: lecący z Anchorage na Alasce do Seulu południowokoreański Boeing 747-200A, który z nieznanych przyczyn zboczył z kursu i wleciał na kilkadziesiąt km w głąb przestrzeni powietrznej ZSRR, został zestrzelony przez radziecki samolot myśliwski. Zginęło wszystkich 269 osób na pokładzie, w tym amerykański kongresmen Larry McDonald.
- 1985 – Odnaleziono wrak „Titanica”.
- 1988 – Rozpoczęto produkcję samochodu sportowego Volkswagen Corrado.
- 1992 – Uchwalono konstytucję Słowacji.
- 1997 – Vincent Siew został premierem Tajwanu.
- 1999 – Mireya Moscoso została pierwszą kobietą-prezydentem Panamy.
- 2004:
  - Cypr, Czechy, Litwa, Łotwa, Słowacja, Słowenia i Węgry zostały przyjęte do Europolu.
  - Martín Torrijos został prezydentem Panamy.
  - Szkoła w Biesłanie w Osetii Północnej (Rosja) została opanowana przez terrorystów, domagających się wycofania wojsk rosyjskich z Czeczenii.
- 2006 – Irański samolot Tu-154M rozbił się podczas lądowania w Meszhedzie, w wyniku czego zginęło 28 spośród 147 osób na pokładzie.
- 2008:
  - Oko huraganu Gustav minęło o kilka km przymusowo ewakuowany Nowy Orlean w stanie Luizjana.
  - W zamachu bombowym na autobus w mieście Digos na filipińskiej wyspie Mindanao zginęło 6 osób.
- 2010 – 31 osób zginęło, a 281 zostało rannych w zamachu bombowym w czasie szyickiej procesji w Lahaur w Pakistanie.
- 2011 – Tony Tan Keng Yam został prezydentem Singapuru.
- 2014 – Urodzony w Wietnamie Hieu Van Le jako pierwszy w historii Azjata objął urząd australijskiego gubernatora stanowego (Australii Południowej).
- 2016 – W użytkowanej przez prywatną firmę SpaceX części kosmodromu na przylądku Canaveral na Florydzie doszło do wybuchu rakiety nośnej Falcon 9. Wraz z nią zniszczony został izraelski satelita komunikacyjny Amos 6.

## Eksploracja kosmosu
- 1962 – Została wystrzelona niedoszła radziecka sonda Wenus Sputnik 20.
- 1979 – Amerykańska sonda Pioneer 11 przeleciała obok Saturna w odległości 20 900 km.

## Urodzili się
- 1288 – Ryksa Elżbieta, królowa Polski i Czech (zm. 1335)
- 1341 – Fryderyk III Prosty, król Sycylii (zm. 1377)
- 1403 – Ludwik VIII, książę Bawarii-Ingolstadt (zm. 1445)
- 1453 – Gonzalo Fernández de Córdoba, hiszpański generał (zm. 1515)
- 1529 – Taddeo Zuccaro, włoski malarz (zm. 1566)
- 1549 – Cesare Aretusi, włoski malarz (zm. 1612)
- 1566 – Edward Alleyn, angielski aktor (zm. 1626)
- 1574 – Johann Zierenberg, niemiecki polityk, burmistrz i burgrabia królewski w Gdańsku (zm. 1642)
- 1577 – Scipione Caffarelli-Borghese, włoski kardynał (zm. 1633)
- 1579 – Jan Fryderyk, niemiecki duchowny protestancki, administrator arcybiskupstwa Bremy, książę-biskup Lubeki (zm. 1634)
- 1588 – Henryk Burbon, książę de Condé, zarządca Burgundii (zm. 1646)
- 1589 – Giovanni Pesaro, doża Wenecji (zm. 1659)
- 1592 – Maria Aniela Astorch, hiszpańska klaryska kapucynka, mistyczka, błogosławiona (zm. 1665)
- 1597 – Johannes Micraelius, niemiecki teolog, filozof, poeta, historyk (zm. 1658)
- 1637 – Nicolas Catinat, francuski dowódca wojskowy, marszałek Francji (zm. 1712)
- 1642 – Anioł Paoli, włoski karmelita, błogosławiony (zm. 1720)
- 1646 – Jan Drews, polski jezuita, pisarz, wykładowca akademicki (zm. 1710)
- 1647 – Anna Zofia Oldenburg, duńska księżniczka (zm. 1717)
- 1651 – Natalia Naryszkina, caryca Rosji (zm. 1694)
- 1653 – Johann Pachelbel, niemiecki kompozytor (zm. 1706)
- 1689 – Kilian Ignaz Dientzenhofer, czeski architekt (zm. 1751)
- 1711 – Wilhelm IV Orański, stadhouder Republiki Zjednoczonych Prowincji (zm. 1751)
- 1727 – Jean-Baptiste Gobel, francuski duchowny katolicki, konstytucyjny arcybiskup Paryża, polityk (zm. 1794)
- 1731 – Ove Høegh-Guldberg, duński historyk, teolog, polityk (zm. 1808)
- 1734 – Ludwik Franciszek II Burbon-Conti, francuski arystokrata (zm. 1814)
- 1751 – Emanuel Schikaneder, niemiecki prozaik, dramaturg (zm. 1812)
- 1756 – Jacek Idzi Przybylski, polski poeta, prozaik, krytyk literacki, tłumacz (zm. 1819)
- 1759 – Karl Friedrich Ludwig von Watzdorf, saski wojskowy, polityk, dyplomata (zm. 1840)
- 1775 – Honoré-Charles Reille, francuski generał, marszałek i par Francji (zm. 1860)
- 1776 – Jacques-Gervais Subervie, francuski generał (zm. 1856)
- 1785 – Philip Allen, amerykański polityk, senator (zm. 1865)
- 1791 – Lydia Sigourney, amerykańska poetka (zm. 1865)
- 1795 – Rudolf von Auerswald, pruski polityk, premier Prus (zm. 1866)
- 1797 – William FitzGerald-de Ros, brytyjski arystokrata, wojskowy (zm. 1874)
- 1803 – Aleksander Samuel Konarski, polski chirurg, uczestnik powstania listopadowego, emigrant, handlarz win (zm. 1893)
- 1805 – Onufry Laskowski, polski franciszkanin, prowincjał (zm. 1889)
- 1809 – Edward Palmer, kanadyjski polityk (zm. 1889)
- 1816 – Piotr Uslar, rosyjski generał, inżynier, językoznawca pochodzenia niemieckiego (zm. 1875)
- 1818 – William Matthew Merrick, amerykański polityk (zm. 1889)
- 1820 – Karol Scheibler, polski przedsiębiorca pochodzenia niemieckiego (zm. 1881)
- 1821 – Leopold III, książę Lippe, generał kawalerii pruskiej (zm. 1875)
- 1825 – Nikodem Biernacki, polski skrzypek, kompozytor (zm. 1892)
- 1833 – Michał Hórnik, serbołużycki duchowny katolicki, językoznawca, tłumacz, działacz narodowy (zm. 1894)
- 1835:
  - William Stanley Jevons, brytyjski logik, ekonomista (zm. 1882)
  - Rafał Kalinowski, polski inżynier, oficer armii Imperium Rosyjskiego, uczestnik powstania styczniowego, zesłaniec, nauczyciel, duchowny katolicki, karmelita, święty (zm. 1907)
- 1836 – Robert Swinhoe, brytyjski przyrodnik, dyplomata (zm. 1877)
- 1837 – Tony Robert-Fleury, francuski malarz (zm. 1911)
- 1841 – Wanda Żeleńska, polska pisarka, tłumaczka pochodzenia żydowskiego (zm. 1904)
- 1843 – Nadieżda Susłowa, rosyjska lekarka (zm. 1918)
- 1846:
  - Carlo Cafiero, włoski prawnik, rewolucjonista (zm. 1892)
  - Johann Loserth, austriacki historyk reformacji (zm. 1936)
- 1848:
  - Auguste Forel, szwajcarski neurolog, psychiatra, neuroanatom, entomolog-myrmekolog (zm. 1931)
  - Tomasz Łosik, polski malarz, grafik, rzeźbiarz (zm. 1896)
- 1849:
  - Jan Kanty Galasiewicz, polski aktor, dramaturg (zm. 1911)
  - Emil Zuckerkandl, austriacki anatom, chirurg (zm. 1910)
- 1850:
  - Samuel Czambel, słowacki językoznawca (zm. 1909)
  - Pierre-Xavier Mugabure, francuski duchowny katolicki, misjonarz, arcybiskup Tokio (zm. 1910)
  - Józef Sare, polski architekt, budowniczy, polityk pochodzenia żydowskiego (zm. 1929)
- 1853 – Michał Federowski, polski etnograf, folklorysta i archeolog amator, ogrodnik, agronom, badacz polskiej i białoruskiej kultury ludowej (zm. 1923)
- 1854 – Engelbert Humperdinck, niemiecki kompozytor (zm. 1921)
- 1855 – Innokientij Annienski, rosyjski pisarz, krytyk literacki, tłumacz (zm. 1909)
- 1856 – Siergiej Winogradski, rosyjski mikrobiolog (zm. 1953)
- 1860 – Cleofonte Campanini, włoski dyrygent (zm. 1919)
- 1864 – Motojirō Akashi, japoński baron, generał, gubernator generalny Tajwanu (zm. 1919)
- 1865 – Enrique Tornú, argentyński lekarz, higienista (zm. 1901)
- 1866 – Jim Corbett, amerykański bokser (zm. 1933)
- 1870 – Ferdinand Martini, niemiecki aktor (zm. 1930)
- 1871 – Józef Kaczmarczyk, polski duchowny katolicki, teolog, malarz (zm. 1951)
- 1872:
  - Joseph Bach, francuski duchowny katolicki, misjonarz, wikariusz apostolski, Wysp Gilberta (zm. 1943)
  - Leopold Bauer, austriacki architekt, projektant sztuki użytkowej (zm. 1938)
- 1873:
  - Felicija Bortkevičienė, litewska działaczka społeczna, polityk, feministka (zm. 1945)
  - Iwan Klun, rosyjski malarz (zm. 1943)
- 1874 – Mieczysław Chłapowski, polski ziemianin, działacz społeczny (zm. 1939)
- 1875 – Edgar Rice Burroughs, amerykański pisarz (zm. 1950)
- 1877:
  - Francis William Aston, brytyjski fizyk, chemik, laureat Nagrody Nobla (zm. 1945)
  - Rex Beach, amerykański piłkarz wodny, pisarz (zm. 1949)
  - Alfred Görnemann, niemiecki kolarz torowy (zm. 1903)
- 1878:
  - Aleksandra Koburg, brytyjska księżniczka (zm. 1942)
  - Tullio Serafin, włoski dyrygent (zm. 1968)
- 1879 – Stefan Czarnowski, polski kapitan, socjolog, folklorysta, historyk kultury, wykładowca akademicki (zm. 1937)
- 1880 – Frederick Dean, brytyjski rugbysta (zm. 1946)
- 1881:
  - Octave Aubry, francuski pisarz (zm. 1946)
  - Bob Craig, australijski rugbysta (zm. 1935)
- 1882 – Henry Sheffer, amerykański logik pochodzenia żydowskiego (zm. 1964)
- 1883:
  - Daniel Kelly, amerykański lekkoatleta, skoczek w dal i sprinter (zm. 1920)
  - (lub 1889) Michalina Krzyżanowska, polska malarka (zm. 1962)
  - Adolf Szyszko-Bohusz, polski architekt, konserwator zabytków (zm. 1948)
- 1884 – Józef Kaźmierczak, polski polityk, poseł na Sejm RP i na Sejm Ustawodawczy (zm. 1971)
- 1885 – Kazimierz Rouppert, polski botanik (zm. 1963)
- 1886 – Othmar Schoeck, szwajcarski kompozytor, dyrygent (zm. 1957)
- 1887:
  - Blaise Cendrars, francuski pisarz (zm. 1961)
  - Magnus Konow, norweski przedsiębiorca, żeglarz sportowy (zm. 1972)
- 1888 – Olga Drahonowska-Małkowska, polska instruktorka harcerstwa, twórczyni polskiego skautingu (zm. 1979)
- 1890:
  - Leif Dietrichson, norweski pilot, pionier lotnictwa polarnego (zm. 1928)
  - Wiesław Sten, polski religioznawca, pisarz (zm. 1944)
- 1893 – Alfonso Grosso Sánchez, hiszpański malarz (zm. 1983)
- 1895:
  - Heinrich Hoerle, niemiecki malarz, rysownik (zm. 1936)
  - Hertha Sponer, niemiecka fizyk (zm. 1968)
  - Engelbert Zaschka, niemiecki konstruktor, wynalazca (zm. 1955)
- 1896:
  - André Hunebelle, francuski reżyser filmowy (zm. 1985)
  - Stefan Nowaczek, polski kapitan piechoty (zm. 1940)
  - Bhaktiwedanta Swami Prabhupada, hinduski duchowny (zm. 1977)
- 1898 – Wilhelm Fuchs, niemiecki funkcjonariusz nazistowski, zbrodniarz wojenny (zm. 1947)
- 1899 – Andriej Płatonow, rosyjski pisarz (zm. 1951)
- 1900:
  - José Pedro Cea, urugwajski piłkarz pochodzenia hiszpańskiego (zm. 1970)
  - Kazimierz Wiłkomirski, polski wiolonczelista, dyrygent, kompozytor (zm. 1995)
- 1901:
  - Jerzy Braun, polski pisarz (zm. 1975)
  - Bolesław Filipiak, polski kardynał (zm. 1978)
  - Martin Schröttle, niemiecki hokeista (zm. 1972)
  - Harry Stradling, amerykański operator filmowy (zm. 1970)
- 1902:
  - Dirk Brouwer, amerykański astronom pochodzenia holenderskiego (zm. 1966)
  - Kazimierz Dąbrowski, polski psychiatra, psycholog (zm. 1980)
- 1903:
  - Stefan Barbacki, polski genetyk (zm. 1979)
  - Piotr Erlich, polski aktor pochodzenia żydowskiego (zm. 1982)
  - Florence Owens Thompson, Amerykanka znana z fotografii „Matka tułaczka” (zm. 1983)
- 1904:
  - Stefan Brem, polski aktor (zm. 1975)
  - Johnny Mack Brown, amerykański futbolista, aktor (zm. 1974)
  - Karl Ernst, niemiecki polityk nazistowski (zm. 1934)
  - Samuel Kirk, amerykański psycholog, pedagog (zm. 1996)
  - Aya Kōda, japońska pisarka (zm. 1990)
  - Wiesław Mirewicz, polski aktor (zm. 1974)
- 1905:
  - Tamar Abakelia, gruzińska rzeźbiarka, graficzka (zm. 1953)
  - Andriej Trietjakow, radziecki polityk (zm. 1966)
- 1906:
  - Joaquín Balaguer, dominikański polityk, prezydent Dominikany (zm. 2002)
  - Missak Manukian, ormiański działacz komunistyczny, uczestnik francuskiego ruchu oporu (zm. 1944)
- 1907:
  - Mehdi Bazargan, irański inżynier, polityk, premier Iranu (zm. 1995)
  - Bronisław Broński, polski aktor, reżyser teatralny (zm. 1970)
  - Walter Reuther, amerykański związkowiec, działacz społeczny pochodzenia niemieckiego (zm. 1970)
- 1908:
  - Einar Karlsson, szwedzki zapaśnik (zm. 1980)
  - Adolf Stelzer, szwajcarski piłkarz (zm. 1977)
- 1909:
  - Andrea Pangrazio, włoski duchowny katolicki, arcybiskup metropolita Gorycji (zm. 2005)
  - Hildegarda Peplau, amerykańska pielęgniarka pochodzenia niemieckiego (zm. 1999)
  - August Sabbe, estoński partyzant antykomunistyczny (zm. 1978)
  - Ruben Zarjan, ormiański teatrolog, historyk sztuki (zm. 1969)
- 1910:
  - Pierre Bézier, francuski matematyk (zm. 1999)
  - Ewa Kołaczkowska, polska pisarka (zm. 1985)
  - Mine Kondō, japońska superstulatka (zm. 2025)
  - Hilda Strike, kanadyjska lekkoatletka, sprinterka (zm. 1989)
- 1911:
  - Franciszek Maj, polski rolnik, polityk, poseł na Sejm PRL (zm. 1982)
  - Bronisław Warowny, polski dziennikarz, ekonomista i polityk, poseł do KRN i na Sejm PRL (zm. 1985)
- 1912:
  - Kornelia Dobkiewiczowa, polska pisarka, folklorystka (zm. 1990)
  - Gwynfor Evans, walijski polityk (zm. 2005)
  - Czesław Jeśman, polski prawnik, pisarz i dziennikarz emigracyjny (zm. 1987)
- 1913:
  - Leopold Gluck, polski ekonomista pochodzenia żydowskiego (zm. 1989)
  - Christian Nyby, amerykański reżyser filmowy (zm. 1993)
- 1914:
  - Maitreyi Devi, indyjska poetka, pisarka (zm. 1989)
  - Zofia Grzesiak, polska pisarka pochodzenia żydowskiego (zm. 2004)
  - Stefan Niedzielak, polski duchowny katolicki, kapelan Rodziny Katyńskiej (zm. 1989)
  - Krystyna Żywulska, polska pisarka, felietonitka, autorka tekstów piosenek, graficzka pochodzenia żydowskiego (zm. 1992)
- 1915:
  - Ken Aston, angielski sędzia piłkarski (zm. 2001)
  - Olive Jean Dunn, amerykańska matematyczka i statystyczka (zm. 2008)
  - Pierre Gassier, francuski krytyk i historyk sztuki (zm. 2000)
  - Aleksandra Muszyńska, polska nauczycielka, działaczka PTTK (zm. 1981)
- 1916:
  - Dorothy Cheney, amerykańska tenisistka (zm. 2014)
  - Joseph Minish, amerykański związkowiec, polityk (zm. 2007)
- 1917 – Wacław Gąssowski, polski lekkoatleta, sprinter i średniodystansowiec, trener (zm. 1959)
- 1918:
  - Tadeusz Gwiazdowski, polski aktor (zm. 1983)
  - Siergiej Tichwinski, rosyjski historyk, sinolog, funkcjonariusz służb specjalnych, dyplomata (zm. 2018)
  - Tadeusz Wesołowski, polski kompozytor, akordeonista (zm. 1972)
- 1919:
  - Pratap Chandra Chunder, indyjski pedagog, polityk (zm. 2008)
  - Mijo Škvorc, chorwacki duchowny katolicki, biskup pomocniczy zagrzebski, poeta, prozaik (zm. 1989)
  - Stanisław Żuk, polski inżynier architekt (zm. 1998)
- 1920:
  - Richard Farnsworth, amerykański aktor, kaskader (zm. 2000)
  - Joyce King, australijska lekkoatletka, sprinterka (zm. 2001)
  - Hubert Lampo, belgijski pisarz (zm. 2006)
  - Magnus Wassén, szwedzki żeglarz sportowy (zm. 2014)
  - Marcin Wenzel, polski aktor, scenograf (zm. 1988)
- 1921:
  - Willem Frederik Hermans, holenderski pisarz (zm. 1995)
  - Rajmund Kazimierz Łaszczyński, polski porucznik (zm. 1994)
  - Anna Sadurska, polska archeolog i historyk sztuki (zm. 2004)
  - Janusz Jerzy Sobolewski, polski podporucznik, żołnierz AK, uczestnik powstania warszawskiego (zm. 1944)
- 1922:
  - Irena Burawska, polska aktorka (zm. 2007)
  - Yvonne De Carlo, kanadyjska aktorka (zm. 2007)
  - Vittorio Gassman, włoski aktor (zm. 2000)
  - Rajmund Kaczyński, polski fizyk, żołnierz AK (zm. 2005)
  - Maria Pogorzelska, polska siatkarka (zm. 1992)
- 1923:
  - Rocky Marciano, amerykański bokser (zm. 1969)
  - Stanisław Pachuta, polski geodeta, pułkownik (zm. 2003)
  - Kenneth Thomson, kanadyjski magnat prasowy (zm. 2006)
  - Barbara Zbrożyna, polska rzeźbiarka (zm. 1995)
  - Edward Żur, polski hutnik, polityk komunistyczny, przewodniczący prezydium Miejskiej Rady Narodowej w Zawierciu (zm. 1999)
- 1924 – Afanasij Szylin, radziecki generał porucznik (zm. 1982)
- 1925:
  - Michael Cleary, irlandzki duchowny katolicki, biskup Bandżulu w Gambii (zm. 2020)
  - Roy Glauber, amerykański fizyk, laureat Nagrody Nobla (zm. 2018)
  - Ihor Juchnowski, ukraiński fizyk, działacz społeczny, polityk (zm. 2024)
  - Michaił Paułau, białoruski polityk, działacz państwowy, burmistrz Mińska (zm. 2010)
  - Maciej Urbaniec, polski grafik (zm. 2004)
- 1926:
  - Abdur Rahman Biswas, banglijski polityk, prezydent Bangladeszu (zm. 2017)
  - Stanley Cavell, amerykański filozof (zm. 2018)
  - Ilja Gabarajew, osetyjski kompozytor (zm. 1993)
  - Bronisława Morawiecka, polska biochemik, enzymolog, wykładowczyni akademicka (zm. 2016)
  - Róża Ostrowska, polska aktorka, pisarka, scenarzystka (zm. 1975)
  - James Reaney, kanadyjski pisarz (zm. 2008)
- 1927:
  - Soshana Afroyim, austriacka malarka (zm. 2015)
  - Arturo Farías, chilijski piłkarz (zm. 1992)
  - Stefan Makné, polski pilot szybowcowy i balonowy (zm. 2011)
  - Piotr Skórzewski, polski polityk, poseł na Sejm PRL (zm. 2014)
- 1928:
  - Reg Armstrong, irlandzki motocyklista wyścigowy (zm. 1979)
  - Jerzy Gawrysiak, polski polityk, minister handlu wewnętrznego (zm. 2007)
  - Edwin Kowalik, polski pianista, kompozytor, publicysta (zm. 1997)
  - George Lambert, amerykański pięcioboista nowoczesny (zm. 2012)
  - Rascisłau Łapicki, białoruski działacz antysowiecki (zm. 1950)
  - George Maharis, amerykański aktor, piosenkarz pochodzenia greckiego (zm. 2023)
- 1929:
  - Anne Ramsey, amerykańska aktorka (zm. 1988)
  - Tadeusz Wieżan, polski operator filmowy, pisarz (zm. 1982)
- 1930:
  - Andrzej Grzybowski, polski aktor (zm. 2020)
  - Witold Iwanek, polski historyk sztuki (zm. 2001)
  - Piet van Klaveren, holenderski bokser (zm. 2008)
  - Janina Kocemba-Koehler, polska nauczycielka, polityk, posłanka na Sejm PRL (zm. 2023)
  - Ora Namir, izraelska polityk, minister (zm. 2019)
  - Michel Serres, francuski teoretyk, filozof, pisarz (zm. 2019)
  - Krsto Špoljar, chorwacki poeta, prozaik (zm. 1977)
  - Zbigniew Wilma, polski architekt, grafik
- 1931:
  - Stefania Adamczak, polska inżynier rolnictwa, poseł na Sejm PRL
  - Juliusz Biały, polski dyplomata
  - Barbara Czopek, polska koszykarka, siatkarka (zm. 1993)
  - Cecil Parkinson, brytyjski polityk (zm. 2016)
  - Arturo Pomar Salamanca, hiszpański szachista (zm. 2016)
  - Michael O. Rabin, izraelski informatyk
- 1932:
  - Władysław Bartkiewicz, polski współtwórca i organizator festiwali opolskich (zm. 2009)
  - Raymond Durgnat, brytyjski krytyk filmowy pochodzenia szwajcarskiego (zm. 2002)
- 1933:
  - Franciszek Stachewicz, polski motocyklista (zm. 2014)
  - Conway Twitty, amerykański piosenkarz (zm. 1993)
- 1934:
  - Roman Armknecht, polski piłkarz (zm. 2017)
  - Léon Mébiame, gaboński polityk, premier Gabonu (zm. 2015)
  - Paolo Sardi, włoski duchowny katolicki, prawnik, wicekamerling Świętego Kościoła Rzymskiego, kardynał (zm. 2019)
- 1935:
  - Emir Buczacki, polski aktor (zm. 1990)
  - Bogumił Gozdur, polski piłkarz, trener (zm. 2017)
  - Seiji Ozawa, japoński dyrygent (zm. 2024)
  - Guy Rodgers, amerykański koszykarz (zm. 2001)
- 1936:
  - Alain Ayache, francuski dziennikarz (zm. 2008)
  - Antonín Holý, czeski chemik (zm. 2012)
  - Walerij Legasow, rosyjski chemik (zm. 1988)
  - Antonio Navarro, hiszpański agronom, dyplomata, polityk, eurodeputowany
  - Andrzej Zajączkowski, polski reżyser i scenarzysta filmów dokumentalnych (zm. 2023)
- 1937:
  - Ilja Datunaszwili, gruziński piłkarz (zm. 2022)
  - Francisco Pinto Balsemão, portugalski dziennikarz, przedsiębiorca, polityk, premier Portugalii
  - Bronisław Słomka, polski dziennikarz, pisarz (zm. 2007)
- 1938:
  - Alton Ellis, jamajski muzyk i wokalista reggae (zm. 2008)
  - Zdzisław Hryniewiecki, polski skoczek narciarski (zm. 1981)
  - Rudolf Kapera, polski piłkarz, trener (zm. 2016)
  - Pavel Kouba, czeski piłkarz, bramkarz (zm. 1993)
  - Zbigniew Szymański, polski lekarz, polityk, poseł na Sejm RP (zm. 2005)
- 1939:
  - Ruggero Franceschini, włoski duchowny katolicki, kapucyn, wikariusz apostolski Anatolii, arcybiskup Izmiru (zm. 2024)
  - Günther Herrmann, niemiecki piłkarz (zm. 2023)
  - Heinrich Messner, austriacki narciarz alpejski (zm. 2023)
  - Aneta Rama, albańska lekarka (zm. 2020)
  - Jan Tołwiński, polski duchowny i publicysta ewangelikalny, doktor nauk teologicznych (zm. 2016)
  - Lily Tomlin, amerykańska aktorka
  - Xavier Rubert de Ventós, hiszpański filozof, pisarz, polityk, eurodeputowany (zm. 2023)
  - Stanisław Wit Wiliński, polski poeta, prozaik, dziennikarz, malarz (zm. 2007)
- 1940:
  - Franco Bitossi, włoski kolarz szosowy i przełajowy
  - Alton Ellis, jamajski muzyk reggae (zm. 2008)
  - Maria Etienne, polska tłumaczka dialogów filmowych (zm. 2025)
  - Andrzej Gabryszewski, polski matematyk, polityk, poseł na Sejm kontraktowy
  - Zbyněk Hubač, czeski skoczek narciarski
  - Stanisław Stiepaszkin, rosyjski bokser (zm. 2013)
- 1941:
  - Stanisław Kłotkowski, polski łyżwiarz szybki, trener (zm. 2010)
  - Aleksandra Korwin-Szymanowska, polska psycholog, wykładowczyni akademicka
  - Marek Kosewski, polski psycholog, wykładowca akademicki (zm. 2020)
  - Gwendolyn MacEwen, kanadyjska pisarka (zm. 1987)
- 1942:
  - Charles Brooks, amerykański morderca (zm. 1982)
  - C.J. Cherryh, amerykańska pisarka fantasy i science fiction
  - Terry Hennessey, walijski piłkarz, trener (zm. 2025)
  - António Lobo Antunes, portugalski pisarz
  - Ian Maddieson, amerykański językoznawca, fonetyk, nauczyciel akademicki (zm. 2025)
  - Andrzej Skorulski, polski polityk, działacz związkowy, poseł na Sejm RP
  - Giorgio Ursi, włoski kolarz torowy (zm. 1982)
- 1943:
  - Gerhard Aigner, niemiecki piłkarz, sędzia i działacz piłkarski, sekretarz generalny UEFA (zm. 2024)
  - Kirsti Kolle Grøndahl, norweska polityk, przewodnicząca Stortinga
  - Curtis Guillory, amerykański duchowny katolicki, biskup Beaumont
  - Andrzej Jakóbiec, polski trębacz jazzowy (zm. 2005)
  - Don Stroud, amerykański surfer, aktor
  - Teresa Tutinas, polska piosenkarka
- 1944:
  - Harun Farocki, niemiecki reżyser filmowy (zm. 2014)
  - Andrzej Jagiełło, polski polityk, poseł na Sejm RP
  - Andrzej Kawecki, polski prawnik, polityk, senator RP
  - Akitsugu Konno, japoński skoczek narciarski (zm. 2019)
- 1945:
  - Agustín Balbuena, argentyński piłkarz (zm. 2021)
  - Mustafa Balel, turecki pisarz, tłumacz
  - Margaret Ewing, szkocka polityk (zm. 2006)
  - Abd Rabbuh Mansur Hadi, jemeński wojskowy, polityk, prezydent Jemenu
  - Ferenc Somogyi, węgierski dyplomata, polityk
- 1946:
  - Susan Backlinie, amerykańska aktorka, kaskaderka (zm. 2024)
  - Adrienne Cooper, amerykańska piosenkarka (zm. 2011)
  - Franciszek Gaik, polski ekonomista, przedsiębiorca, polityk
  - Barry Gibb, brytyjski wokalista, członek zespołu Bee Gees
  - Roh Moo-hyun, południowokoreański polityk, prezydent Korei Południowej (zm. 2009)
  - Erich Schärer, szwajcarski bobsleista
  - Wałerij Syrow, ukraiński piłkarz (zm. 2019)
- 1947:
  - Tadeusz Kijański, polski reżyser i scenarzysta filmowy, scenograf, malarz, pisarz
  - Jan Mitka, polski aktor (zm. 1980)
  - Tadeusz Zathey, polski dyrygent, pedagog
- 1948:
  - Sergio Chiamparino, włoski związkowiec, polityk, samorządowiec, burmistrz Turynu
  - David Farnham Emery, amerykański polityk
  - Birthe Kjær, duńska piosenkarka
  - Andrea Bruno Mazzocato, włoski duchowny katolicki, arcybiskup Udine
  - Waldemar Pawłowski, polski polityk, samorządowiec, poseł na Sejm RP
  - Andrzej Rapacz, polski biathlonista, biegacz narciarski (zm. 2022)
  - Tadeusz Marian Sawicz, polska ofiara represji komunistycznych (zm. 1970)
  - Jicchak Szum, izraelski piłkarz, trener
  - Józef Życiński, polski duchowny katolicki, arcybiskup metropolita lubelski, filozof nauki (zm. 2011)
- 1949:
  - Mirosław Chojecki, polski wydawca, działacz KOR, producent filmowy
  - Wiesław Kuc, polski polityk, eurodeputowany
  - Tadeusz Pikus, polski duchowny katolicki, biskup pomocniczy warszawski, biskup drohiczyński
  - Halina Strębska, polska polityk, rolnik, posłanka na Sejm RP
- 1950:
  - Oscar Cantoni, włoski duchowny katolicki, biskup Como
  - Michaił Fradkow, rosyjski ekonomista, polityk, premier Rosji
  - Stefan Junge, niemiecki lekkoatleta, skoczek wzwyż
  - Dudu Georgescu, rumuński piłkarz
  - Janusz Kozioł, polski lektor filmowy (zm. 2019)
  - Przemysław Lisiecki, polski perkusista
  - Andrzej Maj, polski reżyser teatralny i filmowy (zm. 2005)
  - Jacek Rykała, polski malarz, pedagog
  - Ryszard Sziler, polski pisarz, artysta plastyk
  - Jadwiga Żuk-Czyż, polska lekkoatletka, biegaczka średniodystansowa
- 1951:
  - Alicja Butkiewicz, polska aktorka
  - Nicu Ceaușescu, rumuński polityk (zm. 1996)
  - Timothy Zahn, amerykański pisarz science fiction
- 1952:
  - Abel Braga, brazylijski piłkarz, trener
  - Michael Massee, amerykański aktor (zm. 2016)
  - Benjamín Monterroso, gwatemalski piłkarz, trener
  - Michaił Paułau, białoruski polityk, burmistrz Mińska (zm. 2010)
  - Clemente Rojas, kolumbijski bokser
- 1953:
  - Bolesław Gzik, polski samorządowiec, wicewojewoda lubelski
  - Ahmad Szah Masud, afgański dowódca wojskowy, przywódca mudżahedinów, polityk (zm. 2001)
  - Witold Paszt, polski muzyk, wokalista, członek zespołu Vox (zm. 2022)
  - Hans Wassermann, niemiecki żużlowiec
- 1954:
  - Adam Krupa, polski samorządowiec, polityk, poseł na Sejm RP, burmistrz Głubczyc
  - Piotr Łukasiewicz, polski socjolog, urzędnik państwowy, menedżer, kierownik Ministerstwa Kultury i Sztuki
  - Henryk Niebudek, polski aktor
  - Filip Vujanović, czarnogórski polityk, prezydent Czarnogóry
- 1955:
  - Billy Blanks, amerykański aktor, mistrz sztuk walki, instruktor fitness
  - Bruce Foxton, brytyjski basista, członek zespołu The Jam
  - Maureen George, zimbabwejska hokeistka na trawie
  - Andrzej Łukasik, polski kontrabasista jazzowy
  - Remo Sernagiotto, włoski przedsiębiorca, samorządowiec, polityk, eurodeputowany (zm. 2020)
  - Gerhard Strack, niemiecki piłkarz (zm. 2020)
- 1956:
  - Emił Andreew, bułgarski pisarz
  - Vinnie Johnson, amerykański koszykarz
  - Kim Jong-hun, północnokoreański piłkarz, trener
- 1957:
  - Miriam Aleksandrowicz, polska aktorka, reżyserka dubbingu (zm. 2023)
  - Mohammad Ali Dżafari, irański generał major
  - Gloria Estefan, amerykańska piosenkarka pochodzenia kubańskiego
  - Duško Ivanović, czarnogórski koszykarz, trener
  - Gabriel Leonard Kamiński, polski poeta, dziennikarz, księgarz, wydawca
  - Sylwester Szefer, polski dziennikarz, pisarz
- 1958:
  - Maksymilian Biskupski, polski rzeźbiarz
  - Siergiej Garmasz, rosyjski aktor
  - Alena Hanáková, czeska nauczycielka, polityk
- 1959:
  - Barbara Baran, polska lekkoatletka, skoczkini w dal
  - Neli Topałowa, bułgarska aktorka, polityk
- 1960:
  - Eric Adams, amerykański polityk, burmistrz Nowego Jorku
  - Marko Mlinarić, chorwacki piłkarz
  - Jan (Popow), rosyjski biskup prawosławny
  - Joseph Williams, amerykański wokalista, kompozytor, członek zespołu Toto
- 1961:
  - Bam Bam Bigelow, amerykański wrestler (zm. 2007)
  - Christopher Ferguson, amerykański pilot wojskowy, inżynier, astronauta
  - Krzysztof Szatrawski, polski pisarz, krytyk literacki i muzyczny
- 1962:
  - Tony Cascarino, irlandzki piłkarz
  - Ruud Gullit, holenderski piłkarz, trener
- 1963:
  - Arkadiusz Czapor, polski siatkarz
  - Boleslav Patera, czeski tyczkarz, trener
- 1964:
  - Urszula Augustyn, polska dziennikarka, publicystka, pedagog, polityk, poseł na Sejm RP
  - Brian Bellows, kanadyjski hokeista
  - Petr Fiala, czeski politolog, polityk, premier Czech
  - Wojciech Kass, polski poeta, eseista
  - Józef Tracz, polski zapaśnik
  - Martha Wells, amerykańska pisarka
- 1965:
  - Mercedes Calderón, kubańska siatkarka
  - André Kana-Biyik, kameruński piłkarz
  - Craig McLachlan, australijski aktor, piosenkarz, muzyk, kompozytor
  - Tibor Simon, węgierski piłkarz, trener (zm. 2002)
  - Nils Tavernier, francuski aktor, reżyser filmowy
  - Ronny Teuber, niemiecki piłkarz, bramkarz, trener
- 1966:
  - Cris Campion, francuski aktor
  - Tim Hardaway, amerykański koszykarz
  - Bruno Génésio, francuski piłkarz, trener
  - Arjan Jagt, holenderski kolarz szosowy
  - Frank Klopas, amerykański piłkarz, trener pochodzenia greckiego
  - Ken Levine, amerykański projektant gier komputerowych
  - Douglas McCarthy, brytyjski wokalista, członek zespołu Nitzer Ebb
- 1967:
  - Milan Brglez, słoweński politolog, wykładowca akademicki, polityk
  - Craig Gillespie, australijski reżyser telewizyjny
  - Andreas Maier, niemiecki pisarz
  - Carl-Uwe Steeb, niemiecki tenisista
  - Iwona Wiśniewska, polska samorządowiec, starosta stargardzki
- 1968:
  - Sawwacjusz (Antonow), rosyjski biskup prawosławny
  - Muhammad Ata, egipski terrorysta (zm. 2001)
  - Andrés García Jr., meksykański aktor
  - Annette Skotvoll, norweska piłkarka ręczna
  - Patrick Sylvestre, szwajcarski piłkarz
  - Ivica Tolić, chorwacki wojskowy, polityk, eurodeputowany (zm. 2019)
  - Karim Wade, senegalski polityk
- 1969:
  - Armando Araiza, meksykański aktor
  - Paweł Bańkowski, polski menedżer, samorządowiec, polityk, poseł na Sejm RP
  - Henning Berg, norweski piłkarz, trener
  - Grzegorz Lewandowski, polski piłkarz, trener
  - Enric Masip, hiszpański piłkarz ręczny
  - Andrea Sógor, węgierska piłkarka ręczna, bramkarka
- 1970:
  - Wieniamin Kondratjew, rosyjski polityk, gubernator Kraju Krasnodarskiego
  - Barbara Paulus, austriacka tenisistka
  - Joanna Prykowska, polska wokalistka, członkini zespołu Firebirds
  - Hiroya Saitō, japoński skoczek narciarski
  - Goran Šaula, serbski piłkarz
  - Vanna, chorwacka piosenkarka
- 1971:
  - Maciej Balcar, polski wokalista, członek zespołu Dżem, aktor
  - Ricardo Antonio Chavira, amerykański aktor
  - Hussain Rasheed, iracki tenisista (zm. 2006)
  - Hakan Şükür, turecki piłkarz
- 1972:
  - Paweł Bębenek, polski śpiewak, kompozytor, dyrygent
  - Margherita Parini, włoska snowboardzistka
- 1973:
  - J.D. Fortune, kanadyjski wokalista, członek zespołu INXS
  - Radosław Mołoń, polski samorządowiec, wicemarszałek województwa dolnośląskiego
  - Son Sang-pil, południowokoreański zapaśnik
- 1974:
  - Isaac Asare, ghański piłkarz
  - Agnieszka Janiuk, polska astrofizyk, wykładowczyni akademicka
  - Renārs Kaupers, łotewski wokalista, członek zespołu Brainstorm, aktor
  - Filip Nikolic, francuski piosenkarz, kompozytor, aktor pochodzenia serbskiego (zm. 2009)
  - Marcin Pieczonka, polski reżyser i scenarzysta filmowy
  - Grzegorz Wilkowski, polski muzyk, kompozytor, wokalista
- 1975:
  - Andrzej Bachleda-Curuś III, polski narciarz alpejski, gitarzysta
  - Włodzimierz Bludnik, białoruski malarz, poeta, prozaik
  - Dudley Dorival, amerykańsko-haitański lekkoatleta, płotkarz
  - Cuttino Mobley, amerykański koszykarz
  - Maritza Rodríguez, amerykańska aktorka pochodzenia kolumbijskiego
  - Omar Rodríguez-López, portorykański gitarzysta, kompozytor, producent muzyczny, członek zespołów: The Mars Volta i At the Drive-In
  - Fabien Rohrer, szwajcarski snowboardzista
  - Scott Speedman, brytyjski aktor
- 1976:
  - Babydaddy, amerykański muzyk, autor tekstów, członek zespołu Scissor Sisters
  - Ivano Brugnetti, włoski lekkoatleta, chodziarz
  - Mauro Cantoro, argentyński piłkarz
  - Stefano Donagrandi, włoski łyżwiarz szybki
  - Takashi Fukunishi, japoński piłkarz
  - Érik Morales, meksykański bokser
  - Jiří Mužík, czeski lekkoatleta, płotkarz
- 1977:
  - David Albelda, hiszpański piłkarz
  - Glenn Ashby, australijski żeglarz sportowy
  - Vincent Montméat, francuski siatkarz
  - Simona Rinieri, włoska siatkarka
  - Aleksiej Wasiljew, rosyjski hokeista
  - Youssef Chafik, marokański piłkarz
- 1978:
  - Robert Adler, polski rysownik komiksów, ilustrator
  - Adam Yahiye Gadahn, amerykański islamista (zm. 2015)
  - Max Vieri, australijski piłkarz pochodzenia włoskiego
- 1979:
  - Margherita Granbassi, włoska florecistka
  - Qian Zhenhua, chiński pięcioboista nowoczesny
- 1980:
  - Sammy Adjei, ghański piłkarz, bramkarz
  - Bartosz Grodecki, polski urzędnik państwowy
  - Kazuhiro Nakamura, japoński skoczek narciarski
  - Thiago Rodrigues, brazylijski aktor
- 1981:
  - Barbara Bieganowska, polska lekkoatletka, biegaczka, paraolimpijka
  - Piotr Duda, polski piłkarz
  - Aleksiej Iwanow, rosyjski piłkarz
  - Boyd Holbrook, amerykański aktor, model
  - Michael Maze, duński tenisista stołowy
  - Maksim Pantielejmonienko, rosyjski siatkarz
  - Rafał Weber, polski urzędnik państwowy, polityk, poseł na Sejm RP
- 1982:
  - Jeffrey Buttle, kanadyjski łyżwiarz figurowy
  - Ryan Gomes, amerykański koszykarz
  - Jyri Marttinen, fiński hokeista
- 1983:
  - Iñaki Lejarreta, hiszpański kolarz górski i szosowy (zm. 2012)
  - Tiana Lynn, amerykańska aktorka pornograficzna
  - Iva Perovanović, czarnogórska koszykarka
  - Natalia Przybysz, polska piosenkarka, autorka tekstów
  - José Antonio Reyes, hiszpański piłkarz (zm. 2019)
  - Riccardo Riccò, włoski kolarz szosowy
  - Juska Savolainen, fiński piłkarz
  - Kirił Terzijew, bułgarski zapaśnik
  - Yang Xiuli, chińska judoczka
  - Tedros Teclebrhan, niemiecko-erytrejski aktor i komik
- 1984:
  - Kei Kamara, sierraleoński piłkarz
  - Federico Piovaccari, włoski piłkarz
  - Rory Schlein, australijski żużlowiec
  - Joe Trohman, amerykański gitarzysta, członek zespołu Fall Out Boy
- 1985:
  - Larsen Jensen, amerykański pływak
  - Muayad Khalid, iracki piłkarz
  - Latt Shwe Zin, birmańska wioślarka
- 1986:
  - Ewelina Basińska, polska judoczka
  - Jewgienij Ektow, kazachski lekkoatleta, trójskoczek
  - Jiang Ning, chiński piłkarz
  - Francis Kasonde, zambijski piłkarz
  - Gaël Monfils, francuski tenisista
  - Stella Mwangi, norwesko-kenijska piosenkarka
  - Jean Sarkozy, francuski polityk
  - Lauri Tukonen, fiński hokeista
  - Szachar Zubari, izraelski żeglarz sportowy
- 1987:
  - Dienis Cargusz, rosyjski zapaśnik pochodzenia abchaskiego
  - Britney Jones, amerykańska koszykarka
  - Stephen Mwasika, tanzański piłkarz
  - Christian Träsch, niemiecki piłkarz
  - Harry Zolnierczyk, kanadyjski hokeista pochodzenia polskiego
- 1988:
  - Almog Kohen, izraelski piłkarz
  - Gergő Lovrencsics, węgierski piłkarz
  - Taryn Marler, australijska aktorka
  - Miles Plumlee, amerykański koszykarz
- 1989:
  - Artur Jusupow, rosyjski piłkarz
  - Bill Kaulitz, niemiecki wokalista, członek zespołu Tokio Hotel
  - Tom Kaulitz, niemiecki gitarzysta, członek zespołu Tokio Hotel
  - Peter Kildemand, duński żużlowiec
  - Lisandro López, argentyński piłkarz
  - Gustav Nyquist, szwedzki hokeista
  - Jacopo Sarno, włoski aktor, piosenkarz
  - Kelsey Serwa, kanadyjska narciarka dowolna
  - Lea Sirk, słoweńska piosenkarka
  - Daniel Sturridge, angielski piłkarz pochodzenia jamajskiego
  - Teodor Todorow, bułgarski siatkarz
- 1990:
  - Witalij Borisow, rosyjski pływak
  - Guélor Kanga, gaboński piłkarz
  - Elisabeth Pavel, rumuńska koszykarka
  - Stanislav Tecl, czeski piłkarz
- 1991:
  - Haukur Hauksson, islandzki piłkarz
  - Walentin Krotkow, rosyjski siatkarz
  - Donashano Malama, zambijski piłkarz
  - Róża Ratajczak, polska koszykarka
- 1992:
  - Cristiano Biraghi, włoski piłkarz
  - Vianney Blanco, kostarykański piłkarz
  - Kirani James, grenadyjski lekkoatleta, czterystumetrowiec
  - Anton Łobanow, rosyjski pływak
  - Egidijus Mockevičius, litewski koszykarz
  - Patrycja Piechowiak, polska sztangistka
- 1993:
  - Jan Kliment, czeski piłkarz
  - Mario Lemina, gaboński piłkarz
  - Ilona Mitrecey, francuska piosenkarka
  - Sergio Rico, hiszpański piłkarz, bramkarz
  - Jack Robinson, angielski piłkarz
- 1994:
  - Muhammad-Ali Abdur-Rahkman, amerykański koszykarz
  - Margarita Gasparian, rosyjska tenisistka
  - Shaquille Goodwin, amerykański koszykarz
  - Tetiana Kit, ukraińska zapaśniczka
  - Lidiane Lopes, kabowerdyjska lekkoatletka, sprinterka
  - Haruka Miyashita, japońska siatkarka
  - Bianca Ryan, amerykańska piosenkarka
  - Carlos Sainz Jr., hiszpański kierowca wyścigowy
  - Daryna Zewina, ukraińska pływaczka
- 1995:
  - Munir El Haddadi, hiszpański piłkarz pochodzenia marokańskiego
  - Ognjen Jaramaz, serbski koszykarz
  - Nathan MacKinnon, kanadyjski hokeista
  - Kiley McKinnon, amerykańska narciarka dowolna
  - Loredana Zefi, szwajcarska raperka pochodzenia albańskiego
- 1996:
  - Alexandra Kamieniecki, polska łyżwiarka figurowa
  - Liu Xiang, chińska pływaczka
  - Mads Pedersen, duński piłkarz
  - Zendaya, amerykańska aktorka, piosenkarka, tancerka
- 1997:
  - Hande Baladın, turecka siatkarka
  - Landry Dimata, belgijski piłkarz pochodzenia kongijskiego
  - Jungkook, południowokoreański wokalista, autor tekstów, członek zespołu BTS
- 1998:
  - Anneli Maley, australijska koszykarka
  - Josh Okogie, nigeryjsko-amerykański koszykarz
- 1999:
  - Paul Daumont, burkiński kolarz szosowy
  - Aslı Demir, turecka zapaśniczka
  - Luca Kilian, niemiecki piłkarz
  - Tyrick Mitchell, angielski piłkarz
  - Cameron Reddish, amerykański koszykarz
  - Jonathan Sacoor, brytyjski lekkoatleta, sprinter
  - Julian Schmid, niemiecki kombinator norweski
- 2000:
  - Michaił Jakowlew, rosyjski kolarz torowy
  - Jin Ho-eun, południowokoreański aktor
  - Kim Min-jong, południowokoreański judoka
  - Cassady McClincy, amerykańska aktorka
  - Jay Scrubb, amerykański koszykarz
  - Bryan Teixeira, kabowerdeński piłkarz
- 2001:
  - Greg Brown, amerykański koszykarz
  - Alicja Śliwicka, polska szachistka
  - Althéa Laurin, francuska taekwondzistka
- 2002:
  - Gabriela Andrukonis, polska lekkoatletka, oszczepniczka
  - Diane Parry, francuska tenisistka
  - Heorhij Sudakow, ukraiński piłkarz
  - Illa Zabarny, ukraiński piłkarz
- 2003:
  - An Yu-jin, południowokoreańska piosenkarka
  - Jonathan Gómez, meksykański piłkarz
  - Jahja Muhammad Jahja Abd al-Kadir, egipski zapaśnik
- 2005 – Jakub Menšík, czeski tenisista

## Zmarli
- 1067 – Baldwin V z Lille, hrabia Flandrii (ur. 1012)
- 1126 – Świętosława Swatawa, królowa Czech (ur. ok. 1041–48)
- 1159 – Hadrian IV, papież (ur. ok. 1115)
- 1256 – Yoritsune Kujō, japoński siogun (ur. 1218)
- 1327 – Foulques de Villaret, wielki mistrz zakonu joannitów (ur. ?)
- 1367 – Joanna Soderini, włoska błogosławiona (ur. 1301)
- 1373 – Jan Stryprock, polski duchowny katolicki, biskup warmiński (ur. ok. 1300)
- 1384 – Magnus I, książę Meklemburgii-Schwerin (ur. ?)
- 1435 – Franke von Kerskorff, mistrz infanckiej gałęzi zakonu krzyżackiego (ur. ?)
- 1447 – Jan z Dobrej, polski lekarz, wykładowca akademicki (ur. ?)
- 1480 – Ulryk V, hrabia Wirtembergii (ur. 1413)
- 1497 – Henry Abingdon, angielski duchowny katolicki, śpiewak kościelny (ur. ?)
- 1507 – Girolamo Basso della Rovere, włoski duchowny katolicki, biskup Albengi, biskup Maceraty, kardynał (ur. 1434)
- 1540 – Konrad Krebs, niemiecki architekt, budowniczy (ur. 1492)
- 1553 – Piotr Firlej, polski magnat, wojewoda lubelski i ruski (ur. 1496/1497)[5]
- 1557 – Jacques Cartier, francuski podróżnik, odkrywca (ur. 1491)
- 1567 – Jan Lutomirski, polski szlachcic, polityk (ur. ?)
- 1574 – Amar Das, guru sikhizmu (ur. 1479)
- 1581 – Ram Das, guru sikhizmu (ur. 1534)
- 1595 – Elżbieta Magdalena Hohenzollern, księżna brunszwicka (ur. 1537)
- 1603:
  - Bonviso Bonvisi, włoski duchowny katolicki, arcybiskup Bari, kardynał (ur. 1551)
  - Barnim X Młodszy, książę darłowski, bukowsko-bytowski i szczeciński (ur. 1549)
- 1615 – Étienne Pasquier, francuski poeta, prozaik, historyk, prawnik (ur. 1529)
- 1648 – Marin Mersenne, francuski matematyk (ur. 1588)
- 1678 – Jan Brueghel (młodszy), flamandzki malarz (ur. 1601)
- 1693 – Nicolas Potier de Novion, francuski arystokrata, polityk (ur. 1618)
- 1702 – Christian Spahn, niemiecki kompozytor, organista (ur. 1635)
- 1708 – Christoph Dietrich von Bose starszy, królewsko-polski i elektorsko-saski rzeczywisty tajny radca (ur. 1628)
- 1715 – Ludwik XIV, król Francji (ur. 1638)
- 1729 – Richard Steele, irlandzki pisarz, polityk (ur. 1672)
- 1735 – Christian Gottfried Hoffmann, niemiecki historyk, prawnik (ur. 1692)
- 1781 – Trevor Correy, brytyjski dyplomata (ur. ?)
- 1794 – Catherine Théot, francuska mistyczka (ur. 1716)
- 1796 – David Murray, szkocki arystokrata, polityk, dyplomata (ur. 1727)
- 1806 – Edward Nairne, brytyjski konstruktor, filozof naturalista (ur. 1726)
- 1825 – Tadeusz Morski, polski publicysta, poeta, tłumacz (ur. 1754)
- 1834 – Józef Pitschmann, polski malarz portrecista pochodzenia austriackiego (ur. 1758)
- 1838 – William Clark, amerykański podróżnik, odkrywca (ur. 1770)
- 1842:
  - Alexandre Duval, francuski dramaturg (ur. 1767)
  - Edward Henry Somerset, brytyjski arystokrata, generał, polityk (ur. 1776)
- 1846 – John Carlyle Herbert, amerykański polityk (ur. 1775)
- 1847 – Eugenia de Beauharnais, księżna Hohenzollern-Hechingen (ur. 1808)
- 1850 – Karl Friedrich von Gärtner, niemiecki lekarz, botanik (ur. 1772)
- 1857 – Julius August Schönborn, niemiecki nauczyciel, archeolog, orientalista (ur. 1801)
- 1862 – Isaac Stevens, amerykański generał major, polityk (ur. 1818)
- 1876 – Florian Sawiczewski, polski farmaceuta, chemik, lekarz, wykładowca akademicki (ur. 1797)
- 1884 – Maria Piłsudska, matka Józefa (ur. 1842)
- 1894 – Nathaniel Prentice Banks, amerykański generał, polityk (ur. 1816)
- 1898 – Robert von Zimmermann, czesko-austriacki filozof (ur. 1824)
- 1903 – Charles Renouvier, francuski filozof (ur. 1815)
- 1910:
  - Rajmund Stanisław Kamiński, polski adwokat, pisarz (ur. 1848)
  - Aleksandr Zajcew, rosyjski chemik, wykładowca akademicki (ur. 1841)
- 1912 – Aurél Török, węgierski biolog, zoolog, antropolog (ur. 1842)
- 1913 – Lucjan, serbski duchowny prawosławny, patriarcha karłowicki (ur. 1867)
- 1915 – Kaoru Inoue, japoński polityk (ur. 1836)
- 1917 – Eduard Raehlmann, niemiecki okulista (ur. 1848)
- 1920:
  - Teresa Grodzińska, polska sanitariuszka (ur. 1899)
  - John Sebastian Helmcken, kanadyjski lekarz, polityk (ur. 1824)
  - Leon Kołaczkowski, polski podporucznik piechoty (ur. 1895)
- 1922:
  - Edmund Blair Leighton, brytyjski malarz (ur. 1853)
  - Helena Waldeck-Pyrmont, niemiecka arystokratka (ur. 1861)
- 1924 – Joseph Blackburne, brytyjski szachista (ur. 1841)
- 1925 – Michael Balling, niemiecki dyrygent (ur. 1866)
- 1926 – Aleksander Pajewski, polski generał brygady (ur. 1879)
- 1929 – Stanisław Barcewicz, polski skrzypek, pedagog, dyrygent (ur. 1858)
- 1935 – Cezary Jellenta, polski pisarz, krytyk literatury i sztuki (ur. 1861)
- 1936:
  - María del Carmen Moreno Benítez, hiszpańska salezjanka, męczennica, błogosławiona (ur. 1885)
  - Józef Samsó y Elias, hiszpański duchowny katolicki, męczennik, błogosławiony (ur. 1887)
  - Alfons Sebastiá Viñals, hiszpański duchowny katolicki, męczennik, błogosławiony (ur. 1910)
- 1937 – Karl Lauterbach, niemiecki biolog, geograf, badacz Nowej Gwinei Niemieckiej (ur. 1864)
- 1938:
  - Wasilij Fomin, radziecki polityk (ur. 1884)
  - Walerian Obolenski, radziecki polityk, dyplomata (ur. 1887)
- 1939:
  - Bronisław Fichtel, polski piłkarz (ur. 1896)
  - Konrad Guderski, polski inżynier, obrońca poczty Polskiej w Gdańsku (ur. 1900)
  - Józef Horyd, białoruski i polski malarz (ur. 1896)
  - Stefan Kwiatkowski, polski oficer marynarki wojennej (ur. 1894)
  - Jan Michoń, polski pocztowiec (ur. 1888)
  - Paul Nadar, francuski fotograf (ur. 1856)
  - Mieczysław Leonard Olszewski, polski kapitan pilot (ur. 1906)
  - Wincenty Rusiecki, polski podpułkownik piechoty (ur. 1894)
  - Maksymilian Thullie, polski inżynier (ur. 1853)
- 1941:
  - Bolesław Miklaszewski, polski chemik, ekonomista, wykładowca akademicki, polityk, minister wyznań religijnych i oświecenia publicznego, senator RP (ur. 1871)
  - Jiří Orten, czeski poeta pochodzenia żydowskiego (ur. 1919)
  - George Pardee, amerykański polityk (ur. 1857)
- 1942 – Stanisław Marciniec, polski wywiadowca na terenie Niemiec (ur. 1898)
- 1943:
  - Jan Bukowski, polski malarz, ilustrator, witrażysta (ur. 1873)
  - William Wymark Jacobs, brytyjski pisarz (ur. 1863)
  - Arthur Streeton, australijski malarz (ur. 1867)
- 1944 – Polegli w powstaniu warszawskim:
  - Zygmunt Batowski, polski historyk sztuki, muzeolog (ur. 1876)
  - Krystyna Dąbrowska, polska rzeźbiarka, sanitariuszka, żołnierz AK (ur. 1906)
  - Mieczysław Kurowski, polski żołnierz AK (ur. ok. 1923)
- 1944 – Liviu Rebreanu, rumuński prozaik, dramaturg, dziennikarz (ur. 1885)
- 1945:
  - Frank Craven, amerykański aktor, scenarzysta, dramaturg (ur. 1875)
  - Czesław Skotnicki, polski hydrotechnik, wykładowca akademicki (ur. 1871)
- 1946:
  - Frederick Dean, brytyjski rugbysta (ur. 1880)
  - Germaine Rouillard, francuska historyk, bizantynolog, wykładowczyni akademicka (ur. 1888)
- 1947:
  - Frederick Russell Burnham amerykański major, zwiadowca, podróżnik (ur. 1861)
  - Edvin Hagberg, szwedzki żeglarz sportowy (ur. 1875)
- 1948:
  - Feng Yuxiang, chiński generał, polityk (ur. 1882)
  - Thomas Parnell, amerykański naukowiec, fizyk (ur. 1881)
- 1951:
  - Gieorgij Fiedotow, rosyjski teolog prawosławny (ur. 1886)
  - Tadeusz Kruk-Strzelecki, polski major (ur. 1895)
  - Louis Lavelle, francuski filozof, wykładowca akademicki (ur. 1883)
  - Nellie McClung, kanadyjska sufrażystka, pisarka, polityk (ur. 1873)
  - Wols, niemiecki malarz, grafik, fotograf (ur. 1913)
- 1952 – Jan Łakota, polski rolnik, polityk, poseł na Sejm RP (ur. 1881)
- 1953:
  - Alfons Dopsch, austriacki historyk, dyplomata (ur. 1868)
  - Jacques Thibaud, francuski skrzypek (ur. 1880)
- 1954 – Joanna Broniewska-Kozicka, polska reżyserka filmów dokumentalnych (ur. 1929)
- 1956 – Aleksander Mogilnicki, polski prawnik, wykładowca akademicki, poeta (ur. 1875)
- 1957:
  - Dennis Brain, brytyjski waltornista (ur. 1921)
  - Sabine Kalter, polska śpiewaczka operowa (kontralt) pochodzenia żydowskiego (ur. 1889)
- 1959 – Marceli Struszyński, polski chemik analityk (ur. 1880)
- 1960 – Hisamuddin, sułtan malezyjskiego stanu Selangor (ur. 1898)
- 1961 – Eero Saarinen, amerykański architekt, projektant wnętrz pochodzenia fińskiego (ur. 1910)
- 1964 – Stanisław Daczyński, polski aktor, reżyser teatralny (ur. 1892)
- 1965 – Wołodymyr Hreber, ukraiński piłkarz pochodzenia żydowskiego (ur. 1911)
- 1966 – Henry Welfare, angielski piłkarz, trener (ur. 1888)
- 1967 – Siegfried Sassoon, brytyjski poeta (ur. 1886)
- 1968 – Giuseppe Enrici, włoski kolarz szosowy (ur. 1894)
- 1969:
  - Paul Hähnel, niemiecki akwarysta (ur. 1902)
  - Max Weiler, szwajcarski piłkarz (ur. 1900)
- 1970 – François Mauriac, francuski pisarz katolicki (ur. 1885)
- 1971:
  - Paulus van Husen, niemiecki polityk, działacz antynazistowski (ur. 1891)
  - Hans Ibbeken, niemiecki oficer marynarki wojennej (ur. 1899)
  - Robert C. Lee, amerykański admirał, przedsiębiorca (ur. 1888)
  - Mordechaj Ofer, izraelski polityk (ur. 1924)
- 1972:
  - May Aufderheide, amerykańska kompozytorka (ur. 1888)
  - Bronisław Krauze, polski historyk, działacz komunistyczny (ur. 1897)
- 1973 – John Ridley Stroop, amerykański psycholog (ur. 1897)
- 1976:
  - Zygmunt Waśniewski, polski twórca ekslibrisów (ur. 1921)
  - Józef Zieliński, polski historyk (ur. 1899)
- 1977:
  - Elżbieta Dziewońska, polska aktorka (ur. 1903)
  - Henryk Wars, polski i amerykański kompozytor, pianista, dyrygent pochodzenia żydowskiego (ur. 1902)
  - Ethel Waters, amerykańska wokalistka jazzowa i bluesowa, aktorka (ur. 1896)
- 1978:
  - Charles Brommesson, szwedzki piłkarz (ur. 1903)
  - Zygmunt Zawadowski, polski polityk, dyplomata (ur. 1899)
- 1980:
  - Karol Bajorek, polski piłkarz, trener (ur. 1906)
  - Władysław Banaczyk, polski adwokat, polityk, poseł na Sejm Ustawodawczy (ur. 1902)
  - Mieczysław Jonikas, polski pilot wojskowy, sportowy i cywilny (ur. 1908)
- 1981:
  - Ann Harding, amerykańska aktorka (ur. 1902)
  - Antoni Jahołkowski, polski aktor (ur. 1931)
  - Albert Speer, niemiecki architekt, polityk, działacz nazistowski, minister zbrojeń III Rzeszy (ur. 1905)
- 1982:
  - Haskell Curry, amerykański matematyk (ur. 1900)
  - Władysław Gomułka, polski polityk, działacz komunistyczny, I sekretarz KC PPR, wicepremier, I sekretarz KC PZPR (ur. 1905)
  - Isabel Cristina Mrad Campos, brazylijska męczennica, błogosławiona (ur. 1962)
  - Władysław Szczerkowski, polski kontradmirał (ur. 1925)
  - Pieter Wijdekop, holenderski kajakarz (ur. 1912)
- 1983:
  - Marian Szpakowski, polski malarz, grafik (ur. 1926)
  - Władysław Turowski, polski pisarz, poeta, kompozytor (ur. 1906)
- 1985:
  - Stefan Bellof, niemiecki kierowca wyścigowy (ur. 1957)
  - Saunders Lewis, walijski poeta, dramaturg, krytyk literacki, historyk, polityk (ur. 1893)
  - Muhammad Zafrullah Khan, pakistański prawnik, polityk, dyplomata (ur. 1893)
- 1986 – Murray Hamilton, amerykański aktor (ur. 1923)
- 1988:
  - Luis Walter Alvarez, amerykański fizyk, laureat Nagrody Nobla (ur. 1911)
  - Samuel Malko, polski generał brygady. (ur. 1905)
- 1989:
  - Kazimierz Deyna, polski piłkarz (ur. 1947)
  - Cyril Gill, brytyjski lekkoatleta, sprinter (ur. 1902)
  - Tadeusz Sendzimir, polski inżynier, wynalazca (ur. 1894)
  - Shah Azizur Rahman, pakistański i bengalski polityk, premier Bangladeszu (ur. 1925)
- 1990:
  - Afanasij Biełoborodow, radziecki generał (ur. 1903)
  - Geir Hallgrímsson, islandzki polityk, premier Islandii (ur. 1925)
- 1992:
  - Piotr Jaroszewicz, polski generał dywizji, polityk, poseł na Sejm PRL, minister górnictwa, wicepremier i premier PRL (ur. 1909)
  - Rudolf Patkoló, węgierski piłkarz, trener (ur. 1922)
  - Alicja Solska-Jaroszewicz, polska dziennikarka (ur. 1925)
- 1993 – Fritz Cremer, niemiecki rzeźbiarz, grafik, rysownik (ur. 1906)
- 1994 – Hollis Chenery, amerykański ekonomista (ur. 1918)
- 1997:
  - Zoltán Czibor, węgierski piłkarz (ur. 1929)
  - Zbigniew Łoskot, polski malarz, grafik (ur. 1922)
- 1998:
  - Józef Krupiński, polski poeta (ur. 1930)
  - Andrzej Wohl, polski socjolog, filozof pochodzenia żydowskiego (ur. 1911)
- 1999:
  - Richard Stevens, amerykański informatyk (ur. 1951)
  - Doreen Valiente, brytyjska pisarka (ur. 1922)
- 2000 – August Lütke-Westhues, niemiecki jeździec sportowy (ur. 1926)
- 2003:
  - Rand Brooks, amerykański aktor (ur. 1918)
  - Pasquale Buonocore, włoski piłkarz wodny (ur. 1916)
  - Ramón Serrano Suñer, hiszpański polityk (ur. 1901)
  - Jack Smight, amerykański reżyser teatralny i filmowy (ur. 1925)
- 2004 – Bożena Krzywobłocka, polska historyk, dziennikarka, pisarka, polityk (ur. 1929)
- 2005 – Zdobysław Stawczyk, polski lekkoatleta, sprinter (ur. 1923)
- 2006:
  - Emerich Coreth, austriacki filozof (ur. 1919)
  - György Faludy, węgierski pisarz (ur. 1910)
- 2007:
  - Witold Leszczyński, polski reżyser, scenarzysta i operator filmowy (ur. 1933)
  - Lech Marchelewski, polski pilot, podpułkownik, założyciel Grupy Akrobacyjnej „Żelazny” (ur. 1947)
  - Viliam Schrojf, słowacki piłkarz (ur. 1931)
- 2008:
  - Mel Ignatow, amerykański morderca (ur. 1938)
  - Carl Kaufmann, niemiecki lekkoatleta, sprinter (ur. 1936)
  - Don LaFontaine, amerykański aktor głosowy (ur. 1940)
- 2009:
  - Jake Brockman, brytyjski klawiszowiec, członek zespołu Echo & the Bunnymen (ur. 1955)
  - Jang Jin-young, południowokoreańska aktorka (ur. 1974)
  - Erich Kunzel, amerykański dyrygent (ur. 1935)
- 2010:
  - Cammie King, amerykańska aktorka (ur. 1934)
  - Grzegorz Wołągiewicz, polski samorządowiec, prezydent Suwałk, działacz sportowy (ur. 1950)
- 2011:
  - Rawmier Chabibullin, radziecki polityk (ur. 1933)
  - Jan Lammers, holenderski lekkoatleta, sprinter (ur. 1926)
- 2012 – Jan Górec-Rosiński, polski pisarz (ur. 1920)
- 2013:
  - Pál Csernai, węgierski piłkarz, trener (ur. 1932)
  - Ignacio Eizaguirre, hiszpański piłkarz (ur. 1920)
  - Ole Ernst, duński aktor (ur. 1940)
  - Tommy Morrison, amerykański bokser (ur. 1969)
- 2014:
  - Gottfried John, niemiecki aktor (ur. 1942)
  - Michał Nadel, polski adwokat, działacz społeczności żydowskiej (ur. 1918)
- 2015:
  - Dean Jones, amerykański aktor (ur. 1931)
  - Jiří Louda, czeski pułkownik, heraldyk, weksylolog, grafik (ur. 1920)
  - Hanna Mierzejewska, polska dziennikarka, polityk, poseł na Sejm RP (ur. 1950)
  - Jacek Wierzchowiecki, polski jeździec sportowy (ur. 1944)
- 2016:
  - Thomas Doran, amerykański duchowny katolicki, biskup Rockford (ur. 1936)
  - Frederick Drandua, ugandyjski duchowny katolicki, biskup Arua (ur. 1943)
  - Edward Kusztal, polski aktor (ur. 1939)
  - Józef Pielorz, polski duchowny katolicki, oblat, duszpasterz, historyk, publicysta (ur. 1921)
  - Jon Polito, amerykański aktor (ur. 1950)
- 2017:
  - Charles Gordon-Lennox, brytyjski arystokrata (ur. 1929)
  - Maria Kapczyńska, polska tancerka (ur. 1928)
  - Cormac Murphy-O’Connor, brytyjski duchowny katolicki, arcybiskup Westminsteru, kardynał (ur. 1932)
  - Štefan Vrablec, słowacki duchowny katolicki, biskup pomocniczy Bratysławy (ur. 1925)
- 2018:
  - Czesław Jaworski, polski prawnik, adwokat, prezes NRA (ur. 1934)
  - Margit Sandemo, norweska pisarka (ur. 1924)
- 2019:
  - Alberto Goldman, brazylijski inżynier, polityk, minister, gubernator stanu São Paulo (ur. 1937)
  - Nikon, amerykański duchowny prawosławny, arcybiskup Bostonu i Nowej Anglii (ur. 1945)
- 2020:
  - Władisław Krapiwin, rosyjski science fiction, krytyk literacki (ur. 1938)
  - Erick Morillo, kolumbijski didżej, producent muzyczny (ur. 1971)
  - Miloš Říha, czeski hokeista, trener (ur. 1959)
  - Jerzy Szczakiel, polski żużlowiec (ur. 1949)
- 2021:
  - José Goncalves Heleno, brazylijski duchowny katolicki, biskup Governador Valadares (ur. 1927)
  - Daffney, amerykańska wrestlerka (ur. 1975)
  - Juan Rodríguez, chilijski piłkarz (ur. 1944)
  - Leopoldo Serantes, filipiński bokser (ur. 1962)
- 2022:
  - Danuta Błaszak, polska poetka (ur. 1961)
  - Barbara Ehrenreich, amerykańska dziennikarka, pisarka, aktywistka polityczna (ur. 1941)
  - Earnie Shavers, amerykański bokser (ur. 1944)
- 2023:
  - Jimmy Buffett, amerykański wokalista i gitarzysta rockowy, autor tekstów, przedsiębiorca (ur. 1946)
  - Bill Richardson, amerykański polityk, sekretarz energii USA, gubernator stanu Nowy Meksyk (ur. 1947)
  - Zdzisław Zaczyk, polski śpiewak operowy (tenor) (ur. 1925)
- 2024:
  - Denis Browne, nowozelandzki duchowny katolicki, biskup Rarotonga, Hamilton i Auckland (ur. 1937)
  - Ahu Tuğba, turecka aktorka (ur. 1955)